# Gonzalo Téllez de Castille
Gonzalo Téllez, mort vers 915, est un noble castillan de la fin du IXe siècle et du début du Xe siècle, comte de Lantarón et de Cerezo à partir de 897 environ, et mentionné comme comte de Castille dans un document daté de 903.
Lui et son épouse Flámula ont été les fondateurs du monastère de San Pedro de Arlanza (es), dans un document du 12 janvier 912,.

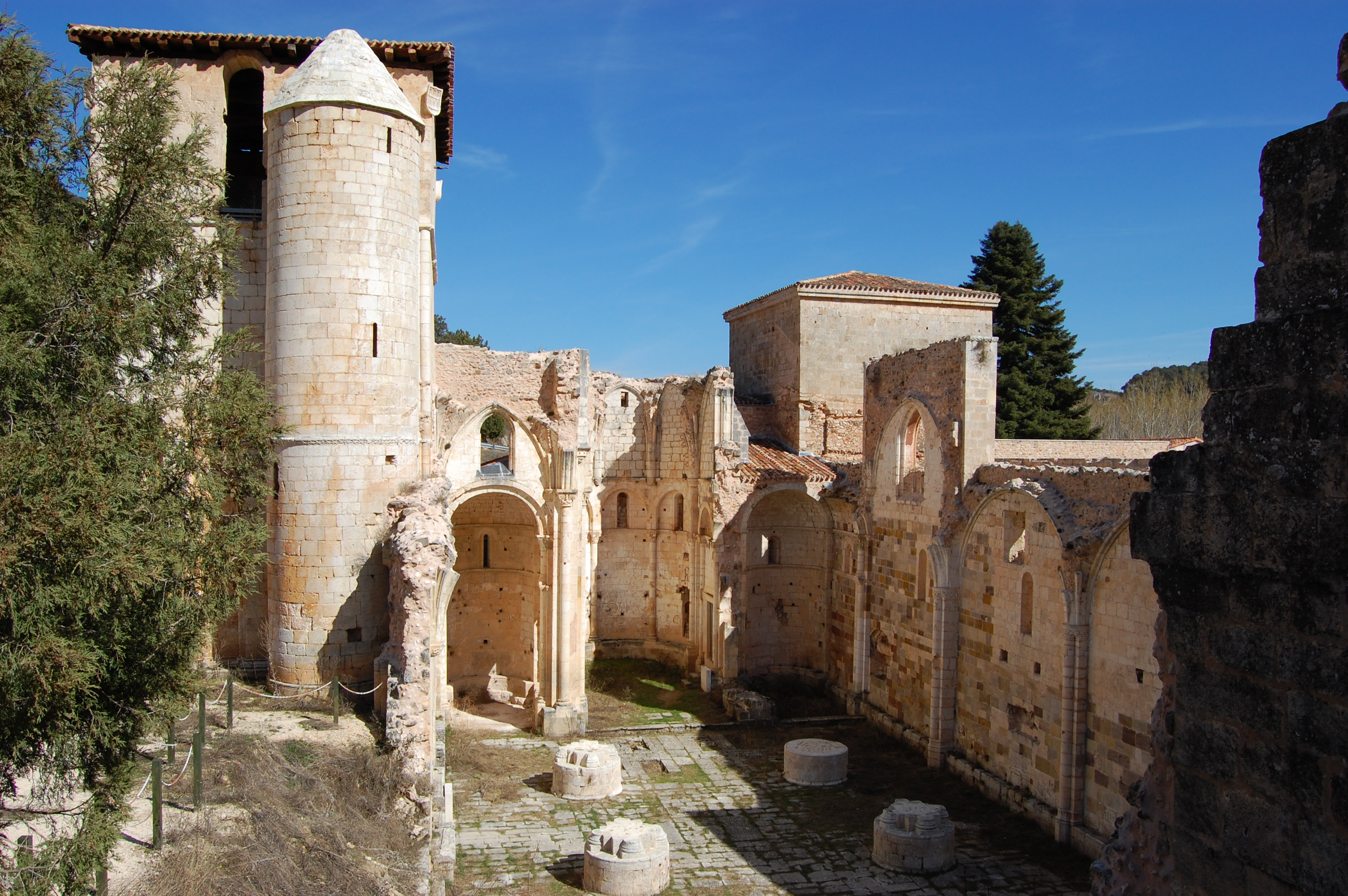
Ruines du monastère de San Pedro de Arlanza, fondé par Gonzalo Téllez et son épouse.